# پراب آزمایش

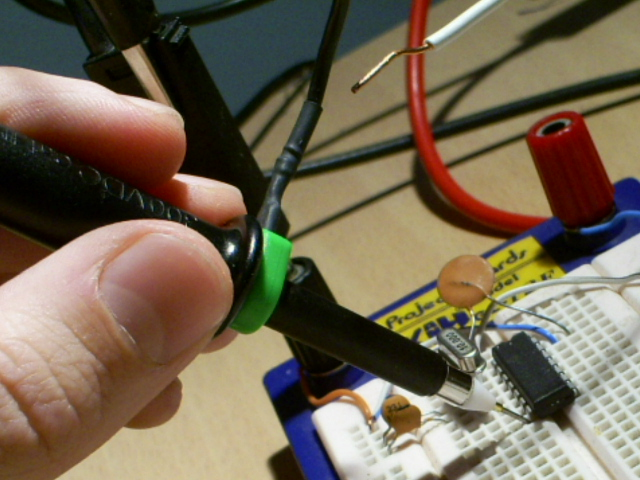
پراب اسیلوسکوپ غیرفعال نمونه که برای آزمایش مدار مجتمع مورد استفاده قرارگرفته.

پرآب آزمایش (به انگلیسی: test probe) یا پروب آزمایش یا کاوند آزمایش یک دستگاه فیزیکی است که برای اتصال تجهیزات آزمایش الکترونیکی به دستگاه تحت آزمایش (دی‌یوتی) استفاده می‌شود. پراب‌های آزمایش از دستگاه‌های بسیار ساده و مقاوم تا پراب‌های پیچیده که حرفه‌ای، گران‌قیمت و آسیب‌پذیر هستند. انواع خاص شامل پراب‌های آزمایش، پراب‌های اسیلوسکوپ (به انگلیسی: oscilloscope probes) و پراب‌های جریان است. یک کاوند آزمایش اغلب به عنوان سَری آزمایش (به انگلیسی: test lead) عرضه می‌شود که شامل پرآب، کابل و کانکتور پایاننده است.

## ولتاژ
پراب‌های ولتاژ برای اندازه‌گیری ولتاژ موجود در دی‌یوتی استفاده می‌شود. برای دستیابی به دقت بالا، ابزار آزمایش و پراب آن نباید به‌طور قابل‌توجهی بر ولتاژ اندازه‌گیری شده تأثیر بگذارد. این امر با اطمینان از اینکه ترکیب ابزار و پراب دارای امپدانس کافی بالا است که دی‌یوتی را بارگذاری نمی‌کند، انجام می‌شود. برای اندازه‌گیری AC، جزء راکتانسی امپدانس ممکن است مهم‌تر از مقاومت باشد.

### سَری‌های آزمایش ساده

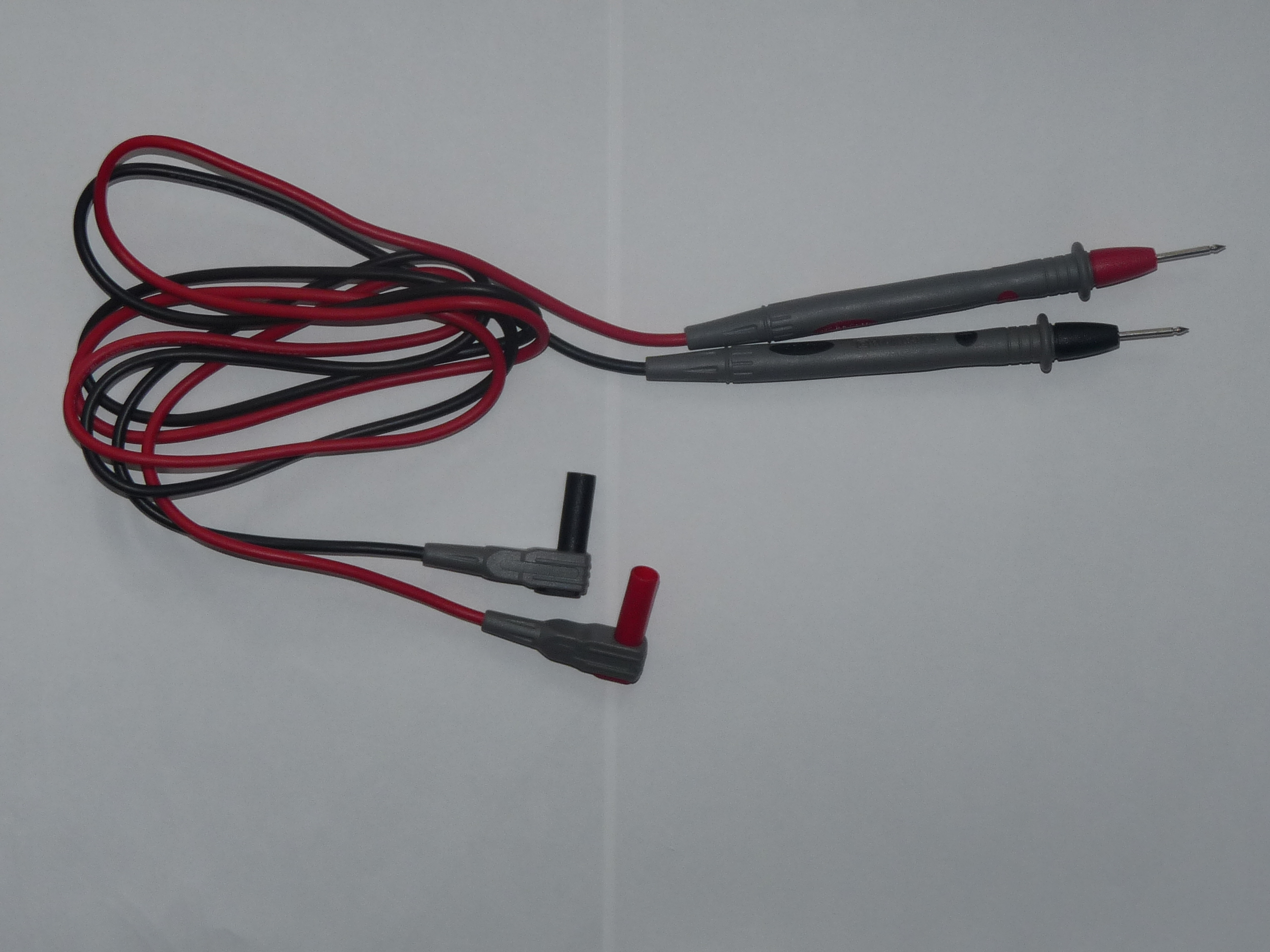
یک جفت سر آزمایش ساده

یک پراب ولت‌متر معمولی از یک سر آزمایش سیمی تشکیل شده است که در یک سر آن یک اتصال‌دهنده متناسب با ولت‌متر و در سر دیگر یک بخش پلاستیکی لوله ای سفت و سخت که شامل یک دسته و بدنه پراب است، دارد. دسته این امکان را به فرد می‌دهد که بدون تأثیر بر اندازه‌گیری (با تبدیل شدن به بخشی از مدار الکتریکی) یا قرار گرفتن در معرض ولتاژهای خطرناکی که ممکن است باعث شوک الکتریکی شود، پراب را نگه داشته و هدایت کند. در داخل بدنه پرآب، سیم به یک نوک فلزی سخت و نوک تیز متصل می‌شود که با دی‌یوتی تماس می‌گیرد. برخی از کاوندها اجازه می‌دهند که یک گیره سوسماری به نوک آن متصل شود، بنابراین پراب را قادر می‌سازد تا به دی‌یوتی متصل شود تا نیازی به نگه داشتن آن نباشد.

#### پراب‌های موچینی

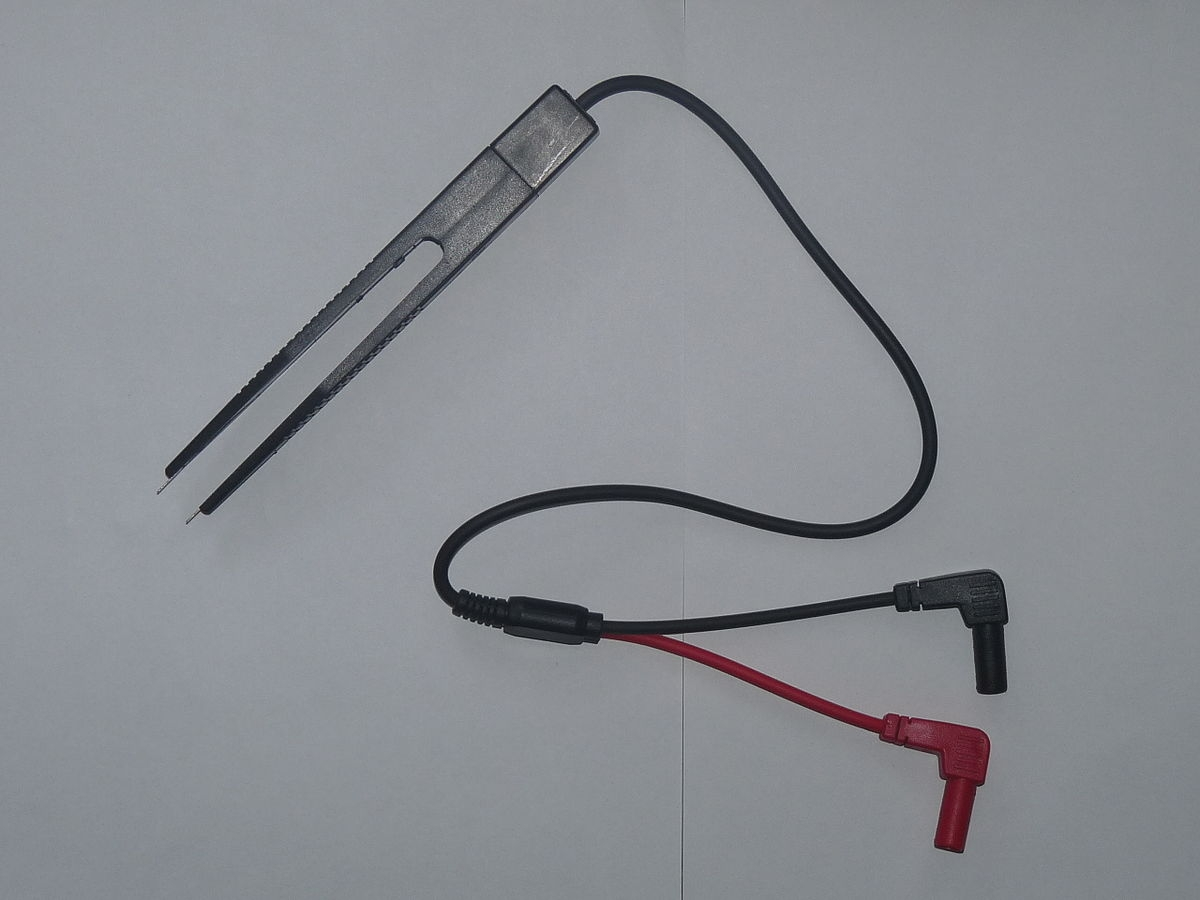
یک پراب موچینی برای اجزای نصب‌سطحی

پراب‌های موچینی جفت پراب‌های ساده ای هستند که با یک دست کار می‌کنند تا ولتاژها یا سایر پارامترهای مدار الکترونیکی بین پین‌های نزدیک به هم را اندازه‌گیری کنند.

#### پین پوگو
پراب‌های فنری (با نام مستعار " پین‌های پوگو ") پین‌های فنری هستند که در ماندابزارهای آزمایش الکتریکی برای تماس با نقاط آزمایش، سیم‌های قطعات و سایر ویژگی‌های رسانای دی‌یوتی (دستگاه در حال تست) استفاده می‌شوند. این پراب‌ها معمولاً در سوکت‌های پراب قرار می‌گیرند تا امکان جایگزینی آسان آن‌ها در ماندابزارهای آزمایش که ممکن است برای دهه‌ها در خدمت باقی بمانند و هزاران دی‌یوتی را در تجهیزات آزمایش خودکار آزمایش کنند، امکان‌پذیر می‌سازد.

### پراب اسیلوسکوپ
اسیلوسکوپها شکل‌موج لحظه‌ای کمیت‌های الکتریکی متفاوت را نشان می‌دهند، برخلاف سایر ابزارها که مقادیر عددی کمیت‌های نسبتاً پایدار را ارائه می‌دهند.
پراب‌های اسکوپ به دو دسته اصلی تقسیم می‌شوند: غیرفعال و فعال. پراب‌های غیرفعال شامل هیچ بخش الکترونیکی فعالی مانند ترانزیستور نیستند، بنابراین نیازی به برق خارجی ندارند.
به دلیل فرکانس‌های بالا که اغلب درگیر هستند، اسیلوسکوپ‌ها معمولاً از سیم‌های ساده ("سری‌های پرنده") برای اتصال به دی‌یوتی استفاده نمی‌کنند. سری‌های پرنده احتمالاً تداخل را دریافت می‌کنند، بنابراین برای سیگنال‌های سطح‌پایین مناسب نیستند. علاوه بر این، اندوکتانس سَری‌های پرنده آنها را برای سیگنال‌های فرکانس بالا نامناسب می‌کند. در عوض، از یک پرآب اُسکوپ خاص استفاده می‌شود که از یک کابل کواکسیال برای انتقال سیگنال از نوک پراب به اسیلوسکوپ استفاده می‌کند. این کابل دو مزیت اصلی دارد:
1. از سیگنال در برابر تداخل الکترومغناطیسی خارجی محافظت می‌کند و دقت سیگنال‌های سطح پایین را بهبود می‌بخشد.
2. اندوکتانس کمتری نسبت به سَری‌های پرنده دارد، که باعث می‌شود کاوشگر برای سیگنال‌های فرکانس بالا دقیق‌تر باشد.

اگرچه کابل کواکسیال اندوکتانس کمتری نسبت به سَری‌های پرنده دارد، اما ظرفیت‌خازنی بالاتری دارد: یک کابل ۵۰ اهم نوعی حدود ۹۰ پیکوفاراد در هر متر است درنتیجه، یک پراب کواکسیال مستقیم (۱×)با امپدانس‌بالای یک متری ممکن است مدار را با ظرفیت‌خازنی حدود ۱۱۰پیکوفاراد و مقاومت ۱ مگااُهم بارگذاری کند.
پراب‌های اسیلوسکوپ با محدودیت فرکانس خود مشخص می‌شوند، دراینجا پاسخ دامنه ۳ دسی‌بل و/یا با زمان خیز آنها {\displaystyle t_{r}}  افت می‌کند. اینها به‌صورت (در شکل‌های گردشده) مرتبط هستند
{\displaystyle f_{3dB}=0.35/t_{r}}
بنابراین یک پراب ۵۰ مگاهرتز دارای زمان خیز ۷ نانوثانیه است. پاسخ ترکیبی اسیلوسکوپ و پراب داده می‌شود با
{\displaystyle t_{r}(combined)={\sqrt {t_{r}(probe)^{2}+t_{r}(scope)^{2}}}}
مثلاً، یک پراب ۵۰ مگاهرتز که یک اسیلوسکوپ ۵۰ مگاهرتز را تغذیه می‌کند، یک سیستم ۳۵ مگاهرتز را ارائه خواهد داد بنابراین استفاده از پراب با محدودیت فرکانس بالاتر برای به حداقل رساندن تأثیر بر پاسخ کلی سیستم سودمند است.

#### پراب‌های غیرفعال

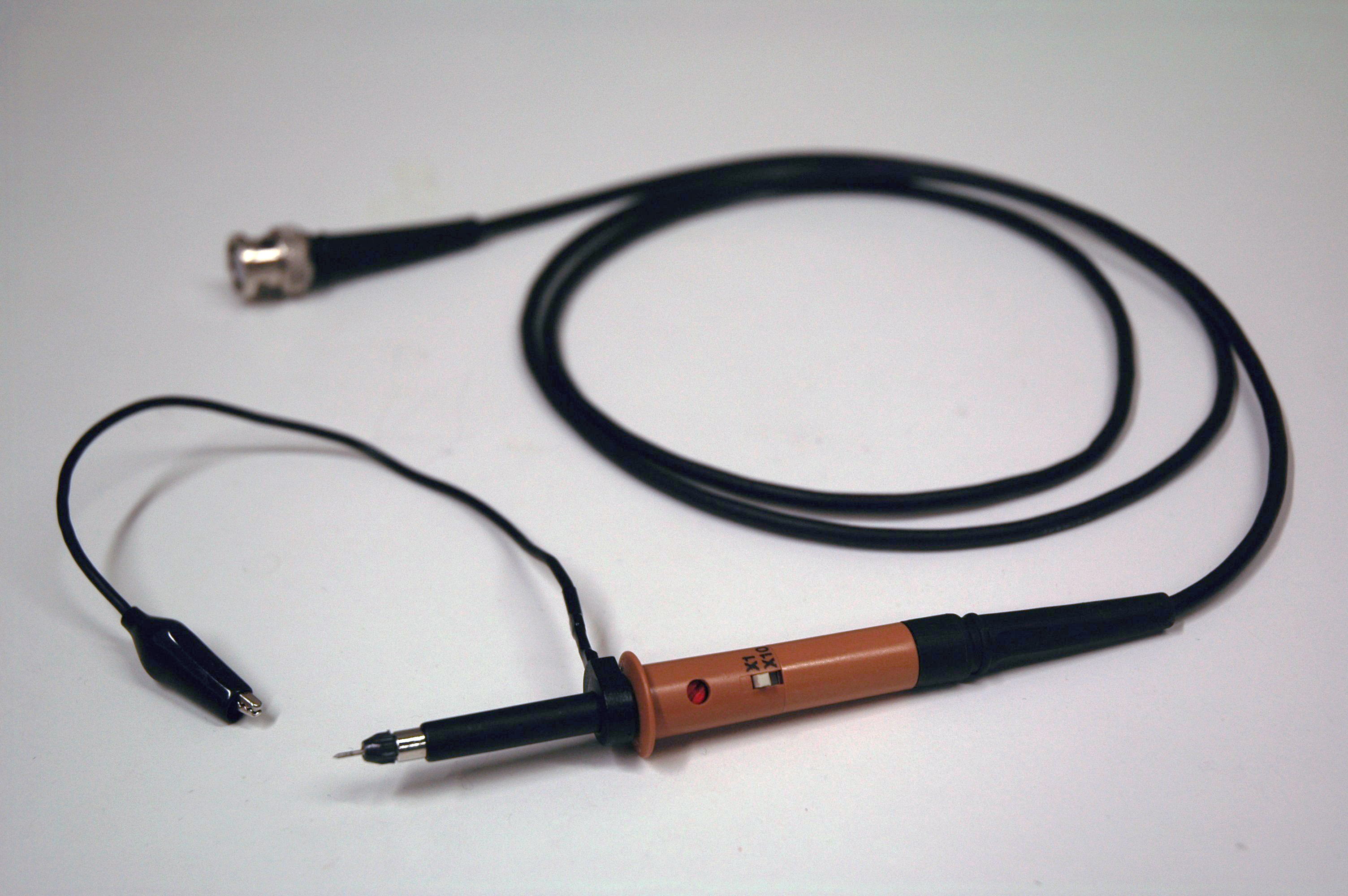
یک پراب اسیلوسکوپ غیرفعال با یک سوئیچ در دسته پراب که تضعیف ۱× یا ۱۰× را انتخاب می‌کند.

برای به حداقل رساندن بارگذاری، از پراب‌های تضعیف کننده (به عنوان مثال، پراب‌های ۱۰×) استفاده می‌شود. یک پراب معمولی از مقاومت سری ۹ مگااُهمی با یک خازن کم-مقدار شنت‌شده برای ایجاد یک تقسیم‌کننده جبران‌شده RC با ظرفیت‌خازنی کابل و ورودی اسیلوسکوب استفاده می‌کند. ثابت‌های زمانی RC برای تطبیق تنظیم می‌شوند. به عنوان مثال، مقاومت سری ۹ مگااُهمی توسط یک خازن ۱۲٫۲ پیکوفاراد برای ثابت زمانی ۱۱۰ میکروثانیه شنت می‌شود. ظرفیت‌خازنی کابل ۹۰ پیکوفاراد به موازات ورودی اسکوپ ۲۰ پیکوفاراد (مجموع ظرفیت ۱۱۰ پیکوفاراد) و ۱ مگااُهم همچنین ثابت زمانی ۱۱۰ میکروثانیه می‌دهد. در عمل، تنظیمی وجود خواهد داشت تا کاربر بتواند دقیقاً ثابت زمان فرکانس پایین (به نام جبران‌ساز پرآب) را تطبیق دهد. تطبیق‌سازی ثابت‌های زمانی تضعیف را مستقل از فرکانس می‌کند. در فرکانس‌های پایین (جایی که مقاومت R بسیار کمتر از راکتانس C است)، مدار مانند یک تقسیم‌کننده مقاومتی به نظر می‌رسد. در فرکانس‌های بالاتر (مقاومت بسیار بیشتر از راکتانس)، مدار مانند یک تقسیم‌کننده خازنی به نظر می‌رسد.
نتیجه یک پراب جبران فرکانس برای فرکانس‌های متوسط است که یک بار حدود ۱۰ مگااهم  شنت‌شده با ۱۲ پیکوفاراد را ارائه می‌دهد. اگرچه چنین پرآبی یک بهبودسازی است، اما زمانی که کوتاه‌شدن مقیاس‌زمانی به چند زمان گذار (زمان گذار معمولاً ۵ نانوثانیه است) کابل کاهش می‌یابد، کار نمی‌کند. در آن چارچوب زمانی، کابل شبیه امپدانس مشخصه‌اش است و بازتاب‌هایی از عدم‌تطبیق خط انتقال در ورودی اسیلوسکوب و پرآبی که باعث حلقه‌زنی می‌شود وجود خواهد داشت. پراب اُسکوب نوین از خطوط انتقال با ظرفیت‌خازنی کم اتلاف و شبکه‌های شکل‌دهی فرکانس پیچیده استفاده می‌کند تا پراب ۱۰× در چندصد مگاهرتز عملکرد خوبی داشته باشد. درنتیجه، تنظیمات دیگری برای تکمیل جبرانِش (به انگلیسی: compensation) وجود دارد.
یک پراب آزمایش متصل مستقیم (به اصطلاح پراب ۱×) ظرفیت‌خازنی سَری ناخواسته را در سراسر مدار تحت آزمایش قرار می‌دهد. برای یک کابل کواکسیال نوعی، بارگذاری در حد 100pF در هر متر است (طول یک کابل آزمایش نمونه).
پراب‌های تضعیف‌کننده بارگذاری خازنی را با یک تضعیف‌کننده به حداقل می‌رساند، اما بزرگی سیگنال ارسالی به دستگاه را کاهش می‌دهد. یک تضعیف‌کننده ۱۰× بار خازنی را با یک ضریب حدود ۱۰ کاهش می‌دهد. تضعیف‌کننده باید نسبت دقیقی در کل محدوده فرکانس‌های مورد نظر داشته باشد. امپدانس ورودی ابزار به بخشی از تضعیف‌کننده تبدیل می‌شود. یک تضعیف‌کننده DC با تقسیم‌کننده مقاومتی با خازن تکمیل می‌شود، به طوری که پاسخ فرکانس در محدوده موردنظر قابل‌پیش‌بینی است.
روش تطبیق‌سازی ثابت زمانی RC تا زمانی کار می‌کند که زمان گذار کابل شیلدشده بسیار کمتر از مقیاس زمانی مورد نظر باشد. این بدان معنی است که کابل شیلدشده را می‌توان به عنوان یک خازن فشرده به‌جای یک سلف مشاهده کرد. زمان گذار روی کابل ۱ متری حدود ۵ نانوثانیه است. درنتیجه، این پراب‌ها تا چندمگاهرتز کار می‌کنند، اما پس از آن اثرات خط انتقال باعث ایجاد مشکل می‌شود.
در فرکانس‌های بالا امپدانس پراب کم خواهد بود.
متداول‌ترین طراحی، یک مقاومت ۹ مگا اهم را به صورت سَری با نوک پراب وارد می‌کند. سپس سیگنال از سَر پراب به اسیلوسکوپ از طریق یک کابل کواکسیال با تلفات خاص که برای به حداقل رساندن ظرفیت‌خازنی و حلقه‌زنی طراحی شده است، منتقل می‌شود. اختراع این کابل به جان کوبه (John Kobbe)، مهندس شاغل در تکترونیکس منسوب است. مقاومت برای به حداقل رساندن بارگذاری که ظرفیت‌خازنی کابل بر روی دی‌یوتی اعمال می‌شود، عمل می‌کند. در سَری با امپدانس ورودی ۱ مگا اهم معمولی اسیلوسکوپ، مقاومت ۹ مگا اهم یک تقسیم‌کننده ولتاژ ۱۰× ایجاد می‌کند، بنابراین چنین پراب‌هایی معمولاً به عنوان پراب‌هایی با خازن کم یا پراب‌های ۱۰× شناخته می‌شوند که اغلب با حرف X یا x به جای علامت ضرب چاپ می‌شوند و معمولاً به عنوان «یک پراب ضربدر دَه» نامیده می‌شوند. .

#### پراب‌های کم Z (کم امپدانس)
پراب‌های Z0 یک نوع تخصصی از پراب غیرفعال با ظرفیت‌خازنی کم هستند که در مدارهای با امپدانس کم و فرکانس بسیاربالا استفاده می‌شود. آنها از نظر طراحی شبیه به پراب‌های غیرفعال ۱۰× هستند اما در سطوح امپدانس بسیار پایین‌تر. کابل‌های پراب معمولاً دارای امپدانس مشخصه ۵۰ اهم هستند و به اسیلوسکوپ‌هایی با امپدانس ورودی ۵۰ اهم (به جای ۱ مگا اهم) متصل می‌شوند. پراب‌های دامنه امپدانس بالا برای اسیلوسکوپ‌های معمولی ۱ مگا اهم طراحی شده‌اند، اما امپدانس ورودی ۱ مگا اهم فقط در فرکانس پایین است. امپدانس ورودی یک مگا اهم در سراسر پهنای‌باند پراب ثابت نیست، بلکه با فرکانس کاهش می‌یابد. به عنوان مثال، امپدانس ورودی تِکترونیکس P6139A شروع به اُفت از ۱۰ کیلوهرتز می‌کند و حدود ۱۰۰ اهم در ۱۰۰ مگاهرتز است. یک فنّ کاوند متفاوت برای سیگنال‌های فرکانس بالا مورد نیاز است.
یک اسیلوسکوپ با فرکانس بالا یک بار تطبیق‌شده (معمولا ۵۰ اهم) را در ورودی خود ارائه می‌دهد که بازتابش را در اسیلوسکوب به حداقل می‌رساند. پراب با یک خط انتقال ۵۰ اهم تطبیقی، عملکرد فرکانس بالایی را ارائه می‌دهد، اما اغلب مدارها را به‌طور غیرمنطقی بارگذاری می‌کند. برای به حداقل رساندن بارگذاری می‌توان از تضعیف‌کننده (تقسیم‌کننده مقاومتی) استفاده کرد. در نوک، این پراب‌ها از یک مقاومت سِری ۴۵۰ اهم (برای تضعیف ۱۰×) یا ۹۵۰ اهم (برای تضعیف ۲۰×) استفاده می‌کنند. تکسترونیکس یک پراب تقسیم‌کننده ۱۰× را با ۹ گیگاهرتز پهنای‌باند با مقاومت سری ۴۵۰ اهم می‌فروشد.  این پراب‌ها، پراب‌های تقسیم‌کننده مقاومتی نیز نامیده می‌شوند، زیرا یک خط انتقال ۵۰ اهم یک بار کاملاً مقاومتی ارائه می‌دهد.
نام Z0 به امپدانس مشخصه اسیلوسکوپ و کابل اشاره دارد. امپدانس‌های تطبیق‌شده عملکرد فرکانس بالا بهتری نسبت به یک پراب غیرفعال عدم‌تطبیق‌شده ارائه می‌دهند، اما به قیمت بار کم ۵۰۰ اهمی ارائه شده توسط نوک پراب به دی‌یوتی. ظرفیت‌خازنی مزاحم در نوک پراب بسیار کم است، بنابراین، برای سیگنال‌های فرکانس بسیار بالا، پراب Z0 می‌تواند بارگذاری کمتری نسبت به هر پراب Z-بالا و حتی بسیاری از پراب‌های فعال ارائه دهد.
در اصل این نوع پراب را می‌توان در هر فرکانسی استفاده کرد، اما در مدارهای DC و فرکانس‌های پایین‌تر که اغلب امپدانس‌های بالایی دارند، توسط امپدانس کم پراب ۵۰۰ یا ۱۰۰۰ اهم به‌طور غیرقابل‌قبولی بارگذاری می‌شود. امپدانس‌های مزاحم مدارهایی با فرکانس بسیار بالا را محدود به کار در امپدانس پایین می‌کنند، بنابراین امپدانس پراب مشکل کمتری دارد.

#### پراب‌های اسکوپ فعال
پراب‌های اسکوپ فعال از یک تقویت‌کننده فرکانس بالا با امپدانس بالا نصب‌شده در سَر پراب و یک سَری سِپردار استفاده می‌کنند. هدف تقویت‌کننده بهره نیست، بلکه جداسازی (بافر) بین مدار مورد آزمایش و اسیلوسکوپ و کابل، بارگذاری مدار فقط با ظرفیت‌خازنی کم و مقاومت DC بالا و تطبیق‌سازی با ورودی اسیلوسکوپ است. پراب‌های فعال معمولاً توسط مدار مورد آزمایش به صورت ظرفیت‌خازنی ۱ پیکوفاراد یا کمتر به موازات مقاومت ۱ مگا اهم دیده می‌شوند. پراب‌ها با کابلی تطبیق‌سازی‌شده با امپدانس مشخصه ورودی اسیلوسکوپ به اسیلوسکوپ متصل می‌شوند. پراب‌های فعال مبتنی‌بر لامپ‌خلاء قبل از ظهور الکترونیک حالت‌جامد با فرکانس بالا، با استفاده از یک لامپ خلاء کوچک به‌عنوان تقویت‌کننده کاتدپِیرو استفاده می‌شد.
پراب‌های فعال دارای چندین معایب هستند که آنها را از جایگزینی پراب‌های غیرفعال برای همه کاربردها بازمی‌دارد:
- آنها چندین برابر گرانتر از پراب‌های غیرفعال هستند.
- آنها به برق نیاز دارند (اما این معمولاً توسط اسیلوسکوپ تأمین می‌شود).
- محدوده دینامیکی آنها محدود است، گاهی به ۳ تا ۵ ولت می‌رسد، و ممکن است در اثر اضافه ولتاژ، یا از سیگنال یا تخلیه الکترواستاتیک، آسیب ببینند.

پراب‌های غیرفعال و طراحی پراب فعال متوسط در یک یادداشت کاربردی توسط ویلیامز مورد بحث قرار گرفته است.
تکترونیکس P6201 یک پراب FET فعال DC اولیه تا ۹۰۰ مگاهرتز است
در فرکانس‌های بسیار بالا، یک اسکوپ دیجیتال نوین مستلزم آن است که کاربر برای دریافت 50GS/s و نمایش ۲۰ گیگاهرتز یک پیش‌تقویت‌کننده را به دی‌یوتی لحیم کند.

#### پراب‌های تفاضلی
پراب‌های تفاضلی برای به‌دست آوردن سیگنال‌های تفاضلی بهینه شده‌اند. برای به حداکثر رساندن نسبت حذف حالت مشترک (CMRR)، پراب‌های تفاضلی باید دو مسیر سیگنال را ارائه دهند که تا حد امکان تقریباً یکسان باشند، از نظر تضعیف کلی، پاسخ فرکانس و تأخیر زمانی مطابقت داشته باشند.

#### ویژگی‌های اضافی پراب
تمام پراب‌های اسکوپ دارای امکاناتی برای اتصال زمین (ارتینگ) پراب به ولتاژ مرجع مدار هستند. این معمولاً با اتصال یک سیم دم‌اسبی (به انگلیسی: pigtail wire) بسیار کوتاه از سَری پراب به زمین انجام می‌شود. اندوکتانس در سیم زمین می‌تواند منجر به اعوجاج در سیگنال مشاهده شده شود، بنابراین این سیم تا حد امکان کوتاه نگه داشته می‌شود. برخی از پراب‌ها به جای هر سیم از یک پایه زمین کوچک استفاده می‌کنند که به اتصال زمین اجازه می‌دهد تا ۱۰ میلی‌متر کوتاه باشد.
اکثر پراب‌ها اجازه می‌دهند انواع «نوک‌ها» نصب شوند. نوک نقطه‌ای تیز رایج‌ترین است، اما معمولاً از پراب چَنگکی یا «قلاب آزمایش» با نوک قلاب‌دار که می‌تواند به نقطه آزمایش محکم شود نیز استفاده می‌شود. نوک‌هایی که دارای یک پایه عایق پلاستیکی کوچک با فرورفتگی در آن هستند، می‌توانند پراب مدارهای مجتمع با گام بسیار ریز را آسان‌تر کنند. فرورفتگی‌ها با گام پایه‌های آی‌سی ترکیب می‌شوند و پراب را در برابر لرزش دست کاربر تثبیت می‌کنند و درنتیجه به حفظ تماس روی پایه مورد نظر کمک می‌کنند. سبک‌های مختلف پایه‌ها سطوح مختلفی از پایه‌های IC را در خود جای می‌دهند. انواع مختلفی از نوک‌ها نیز می‌توانند برای پراب‌های ابزارهای دیگر استفاده شوند.
برخی از پراب‌ها دارای یک دکمه فشاری هستند. فشار دادن دکمه یا سیگنال را قطع می‌کند (و سیگنال زمین را به 'اُسکوب' ارسال می‌کند) یا باعث می‌شود 'اُسکوب ترسیم را به روش دیگری شناسایی کند. این ویژگی هنگام استفاده همزمان از بیش از یک پراب بسیار مفید است زیرا به کاربر این امکان را می‌دهد تا پراب‌ها و ترسیم‌ها را بر روی صفحه نمایش دامنه به هم مرتبط کند.
برخی از طرح‌های پراب دارای پایه‌های اضافی در اطراف بی‌ان‌سی هستند یا از اتصال‌دهنده پیچیده‌تری نسبت به بی‌ان‌سی استفاده می‌کنند. این اتصالات اضافی به پراب اجازه می‌دهد تا اسیلوسکوپ را از ضریب تضعیف خود (۱۰×، ۱۰۰×، و غیره) مطلع کند. سپس اسیلوسکوپ می‌تواند نمایشگرهای کاربر خود را طوری تنظیم کند که به‌طور خودکار تضعیف و سایر عوامل ناشی از پراب را در نظر بگیرد. از این پایه‌های اضافی می‌توان برای تأمین برق پراب‌های فعال نیز استفاده کرد.
برخی از پراب‌های ۱۰× دارای سوئیچ "{\textstyle \times 1/\times 10}" هستند. موقعیت "۱×" تضعیف‌کننده و شبکه جبران‌ساز را دور می‌زند و می‌تواند هنگام کار با سیگنال‌های بسیار کوچک که در صورت تضعیف ۱۰× کمتر از حد حساسیت اسیلوسکوب هستند، استفاده شود.

#### تعویض‌پذیری
به‌دلیل طراحی استاندارد آنها، پراب‌های غیرفعال (از جمله پراب‌های Z0) از هر سازنده ای معمولاً می‌توانند با هر اسیلوسکوپی استفاده شوند (اگرچه ویژگی‌های تخصصی مانند تنظیم بازخوانی خودکار ممکن است کار نکنند). پراب‌های غیرفعال با تقسیم‌کننده‌های ولتاژ ممکن است با یک اسکوپ خاص سازگار نباشند. خازن تنظیم جبرانِش (به انگلیسی: compensation) فقط اجازه می‌دهد تا در محدوده کوچکی از مقادیر ظرفیت‌خازنی ورودی اسیلوسکوپ جبران شود. محدوده جبرانِش پراب باید با ظرفیت‌خازنی ورودی اسیلوسکوپ سازگار باشد.
از سوی دیگر، پراب‌های فعال به دلیل نیازهای برق، کنترل‌های ولتاژ افست و غیره، تقریباً همیشه فروشنده-خاص هستند. سازندگان پراب‌ها گاهی تقویت‌کننده‌های خارجی یا مبدل‌های برق متناوب AC را ارائه می‌کنند که به پراب‌هایشان اجازه می‌دهد با هر اسیلوسکوپی استفاده شوند.

### پراب‌های ولتاژ-بالا

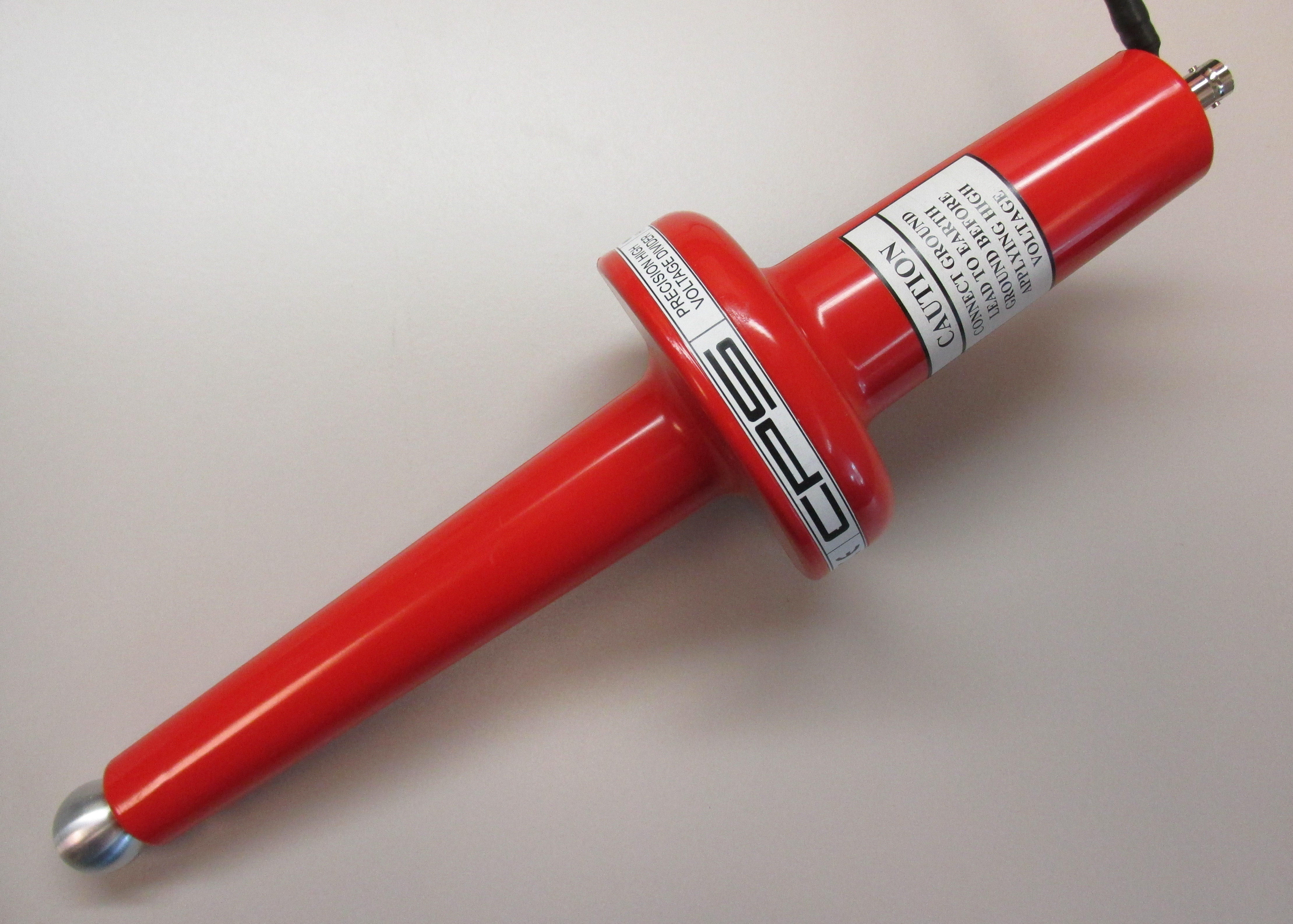
پراب تقسیم‌کننده مقاومتی ولتاژ-بالا برای ولتاژهایی تا ۵۰ کیلو ولت. نوک پراب از یک توپ تاجی تشکیل شده است که با توزیع گرادیان میدان الکتریکی از تخلیه تاجی و ایجاد قوس‌زنی جلوگیری می‌کند.

یک پرآب ولتاژ بالا به یک ولت‌متر معمولی اجازه می‌دهد تا ولتاژهایی را اندازه‌گیری کند که در غیر این صورت برای اندازه‌گیری خیلی زیاد یا حتی مخرب هستند. این کار را با کاهش ولتاژ ورودی به سطح ایمن و قابل اندازه‌گیری با یک مدار تقسیم‌کننده ولتاژ دقیق در بدنه پراب انجام می‌دهد.
پراب‌هایی که برای حداکثر ۱۰۰ کیلوولت در نظر گرفته شده‌اند، معمولاً از یک تقسیم‌کننده ولتاژ مقاومتی با مقاومت ورودی صدها یا هزاران مگا اهم برای به حداقل رساندن بارگذاری مدار استفاده می‌کنند. خطسانی و دقت بالا با استفاده از مقاومت‌هایی با ضرایب ولتاژ بسیار پایین، در مجموعه‌های همسانی که نسبت تقسیم‌کننده دقیق و ثابت را در دمای کارکرد پراب حفظ می‌کنند، به دست می‌آید. ولت‌مترها دارای مقاومت ورودی هستند که به‌طور مؤثر نسبت تقسیم‌کننده پراب را تغییر می‌دهد و ظرفیت‌خازنی پارازیتی که با مقاومت پراب ترکیب می‌شود و یک مدار RC را تشکیل می‌دهد. اینها به راحتی می‌توانند دقت DC و AC را در صورت جبران نشدن کاهش دهند. برای کاهش این اثرات، پراب‌های تقسیم‌کننده ولتاژ معمولاً شامل اجزای اضافی هستند که پاسخ فرکانسی را بهبود می‌بخشد و به آنها اجازه می‌دهد برای سنجیدن بارهای مختلف واسنجیده (به انگلیسی: calibrated) شوند.

## پراب‌های جریان
یک پراب جریان ولتاژی متناسب با جریان در مدار اندازه‌گیری تولید می‌کند. چنان‌که ثابت تناسب معروف شده است؛ ابزارهایی که به ولتاژ پاسخ می‌دهند را می‌توان برای نشان دادن جریان واسنجیده کرد. پراب‌های جریان را می‌توان هم با ابزار اندازه‌گیری و هم با اسیلوسکوپ استفاده کرد.

### مقاومت نمونه‌برداری
پراب جریان کلاسیک یک مقاومت با مقدار کم (یک مقاومت نمونه‌گیری یا "شنت جریان") است که در مسیر جریان قرار می‌گیرد. جریان با اندازه‌گیری افت ولتاژ در مقاومت و با استفاده از قانون اهم تعیین می‌شود. (Wedlock & Roberge 1969) مقاومت نمونه برداری باید به اندازه ای کوچک باشد که عملکرد مدار را به‌طور قابل توجهی تحت تأثیر قرار ندهد، اما به اندازه کافی بزرگ باشد تا یک قرائت خوب ارائه دهد. این روش برای هر دو اندازه‌گیری AC و DC معتبر است. از معایب این روش نیاز به قطع مدار برای واردکردن شنت است. مشکل دیگر اندازه‌گیری ولتاژ در دوسَر شنت زمانی است که ولتاژهای حالت-مشترک وجود دارد؛ یک اندازه‌گیری ولتاژ تفاضلی مورد نیاز است.

### پراب‌های جریان متناوب

اندازه‌گیری جریان‌های متناوب نسبتاً آسان است زیرا می‌توان از ترانسفورماتورها استفاده کرد. ترانسفورماتور جریان معمولاً برای اندازه‌گیری جریان‌های متناوب استفاده می‌شود. جریانی که باید اندازه‌گیری شود از طریق سیم‌پیچ اولیه (اغلب یک دور) منتقل می‌شود و جریان از طریق سیم‌پیچ ثانویه با اندازه‌گیری ولتاژ در یک مقاومت حس‌کننده‌جریان (یا " مقاومت بار ") پیدا می‌شود. سیم‌پیچ ثانویه دارای یک مقاومتِ بار برای تنظیم مقیاس جریان است. خواص ترانسفورماتور مزایای زیادی دارد. ترانسفورماتور جریان ولتاژهای حالت-مشترک را حذف می‌کند، بنابراین می‌توان یک اندازه‌گیری دقیق ولتاژ تک‌سَر را روی یک ثانویه متصل به زمین انجام داد. مقاومت سِری مؤثر {\displaystyle R_{s}} سیم‌پیچ اولیه توسط مقاومت بار روی سیم‌پیچ ثانویه {\displaystyle R} تنظیم می‌شود و نسبت دُورهای ترانسفورماتور {\displaystyle N} ، که: {\displaystyle R_{s}=R/N^{2}} .
هسته برخی از ترانسفورماتورهای جریان شکافته و لولادار است. آن را باز کرده و دور سیم وصل می‌شود تا جریان عبوری حس شود، سپس بسته می‌شود، و باعث می‌شود که بدون اینکه یک انتهای رسانا باز شود از داخل هسته عبور دهید.
یکی دیگر از طراحی‌های گیره‌دار، پیچه روگوفسکی است. این یک پیچه متعادل مغناطیسی است که جریان را با ارزیابی الکترونیکی انتگرال خط در اطراف یک جریان اندازه‌گیری می‌کند.
پراب‌های جریان غیرفعال با فرکانس بالا، سیگنال کوچک، معمولاً محدوده فرکانسی از چندین کیلوهرتز تا بیش از ۱۰۰ مگاهرتز دارند.

### پراب‌های جریان مستقیم
ترانسفورماتورها را نمی‌توان برای بررسی جریان مستقیم (DC) استفاده کرد.
برخی از طرح‌های پراب DC از خواص غیرخطی یک ماده مغناطیسی برای اندازه‌گیری DC استفاده می‌کنند.
سایر پراب‌های جریان از حسگرهای اثر هال برای اندازه‌گیری میدان مغناطیسی اطراف سیم تولید شده توسط جریان الکتریکی از سیم استفاده می‌کنند بدون اینکه نیازی به قطع مدار برای قرار دادن پراب باشد. آنها هم برای ولت‌متر و هم برای اسیلوسکوپ در دسترس هستند. بیشتر پراب‌های جریان بی‌نیاز به دستگاه‌های کمکی هستند و انرژی را از باتری یا ابزار می‌گیرند، اما تعداد کمی از آنها نیاز به استفاده از واحد تقویت‌کننده خارجی دارند. (همچنین نگاه کنید به: آمپرمتر انبری)

### پراب‌های جریان AC/DC ترکیبی
پراب‌های جریان پیشرفته تر، حسگر اثر هال را با ترانسفورماتور جریان ترکیب می‌کنند. حسگر اثر هال اجزای DC و فرکانس پایین سیگنال را اندازه‌گیری می‌کند و ترانسفورماتور جریان اجزای فرکانس بالا را اندازه‌گیری می‌کند. این سیگنال‌ها در مدار تقویت‌کننده ترکیب می‌شوند تا یک سیگنال باند پهن از DC تا بیش از ۵۰ مگاهرتز را تولید کنند.

## پراب‌هایمیدان‌نزدیک
پراب‌های میدان نزدیک امکان اندازه‌گیری میدان الکترومغناطیسی را فراهم می‌کنند. آنها معمولاً برای اندازه‌گیری نویز الکتریکی و سایر تابش الکترومغناطیسی نامطلوب از دی‌یوتی استفاده می‌شوند، اگرچه می‌توانند برای تجسس از عملکرد دی‌یوتی بدون وارد کردن بار زیادی به مدارات نیز استفاده شوند.
آنها معمولاً به تحلیلگرهای طیف متصل می‌شوند.

## پراب‌های دما

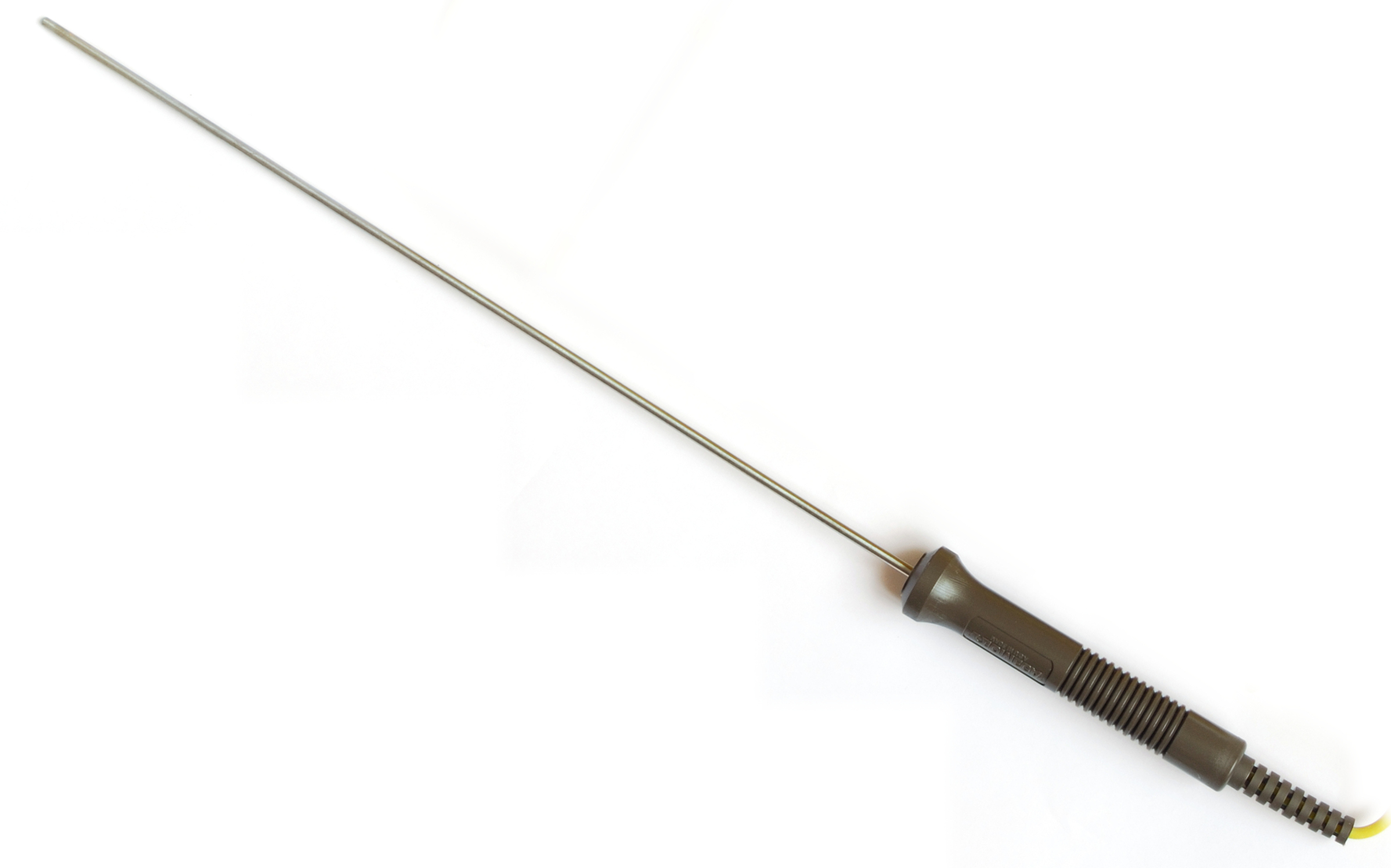
یک پراب ترموکوپل

پراب‌های دما برای اندازه‌گیری تماسی دمای سطح استفاده می‌شود. آنها از یک حسگر دما مانند ترمیستور، ترموکوپل یا RTD برای تولید ولتاژی استفاده می‌کنند که با دما تغییر می‌کند. در مورد پراب‌های ترمیستور و RTD، حسگر باید برای تولید ولتاژ تحریک الکتریکی شود، درحالی که پراب‌های ترموکوپلی نیازی به تحریک ندارند زیرا یک ترموکوپل به‌طور مستقل ولتاژ خروجی تولید می‌کند.
گاهی می‌توان از ولت‌متر برای اندازه‌گیری پراب‌های دما استفاده کرد، اما این کار معمولاً به ابزارهای تخصصی واگذار می‌شود که حسگر پراب را تحریک می‌کنند (در صورت لزوم)، ولتاژ خروجی پراب را اندازه‌گیری می‌کنند و ولتاژ را به واحدهای دما تبدیل می‌کنند.

## پراب‌های دمدولاتور
برای اندازه‌گیری یا نمایش شکل‌موج مدوله‌شده یک سیگنال فرکانس بالای مدوله‌شده - برای مثال، یک سیگنال رادیویی مدوله‌شده با دامنه - می‌توان از یک پراب مجهز به یک دمدولاتور دیودی ساده استفاده کرد. پراب شکل‌موج مدوله‌کننده را بدون حامل فرکانس بالا در خروجی می‌دهد.

## پراب‌های منطقی
یک پراب منطقی برای مشاهده سیگنال‌های دیجیتال استفاده می‌شود.